# 石油ガス税法
石油ガス税法（せきゆガスぜいほう、昭和40年12月29日法律第156号）は、石油ガス税の課税物件、納税義務者、課税標準、税率、免税、申告および納付の手続その他石油ガス税の納税義務の履行に関する日本の法律である。
1965年（昭和40年）12月29日に公布された。

## 構成
- 第一章　総則（第1条―第8条）
- 第二章　課税標準及び税率（第9条・第10条）
- 第三章　免税及び税額控除等（第11条―第15条）
- 第四章　申告及び納付等（第16条―第20条の2）
- 第五章　雑則（第21条―第26条）
- 第六章　罰則（第27条―第29条）
- 附則

## 下位法令
- 石油ガス税法施行令 - e-Gov法令検索
- 石油ガス税法施行規則 - e-Gov法令検索